# Michail Igol'nikov
Michail Sergeevič Igol'nikov (in russo Михаил Сергеевич Игольников?; Tuapse, 15 ottobre 1996) è un judoka russo.

## Palmarès
- Mondiali

Baku 2018: bronzo nella gara a squadre.
Tokyo 2019: bronzo nella gara a squadre.
- Europei

Tel Aviv 2018: oro nei 90 kg.
Praga 2020: oro nei 90 kg.
- Giochi mondiali militari

Wuhan 2019: oro nei 90 kg e nella gara a squadre.
- Giochi olimpici giovanili

Nanchino 2014: oro negli 81 kg e nella gara a squadre.
- Europei Under-23

Podgorica 2017: oro nei 90 kg.
- Mondiali juniores

Fort Lauderdale 2014: argento negli 81 kg.
- Europei juniores

Oberwart 2015: bronzo nei 90 kg.
Malaga 2016: oro nei 90 kg.
- Mondiali cadetti

Kiev 2011: oro nei 66 kg.
Miami 2013: bronzo negli 81 kg.
- Europei cadetti

Cottonera 2011: oro nei 66 kg.
Bar 2012: oro negli 81 kg.
Tallin 2013: oro negli 81 kg.

### Vittorie nel circuito IJF
| Data             | Località   | Paese               | Categoria  |
| ---------------- | ---------- | ------------------- | ---------- |
| 25 febbraio 2018 | Düsseldorf | Germania            | Grand Slam |
| 27 ottobre 2018  | Abu Dhabi  | Emirati Arabi Uniti | Grand Slam |
| 25 ottobre 2020  | Budapest   | Ungheria            | Grand Slam |